# Кубок СССР по футболу 1974
33-й розыгрыш Кубка СССР состоялся в марте-августе 1974 года. Обладателем Кубка в четвёртый раз стало киевское «Динамо». Предыдущий обладатель Кубка ереванский «Арарат» выбыл в 1/4 финала. В этом розыгрыше в два матча проходили все этапы кроме финала.

## 1/32 финала
| Команда 1                 | Итог | Команда 2                 | 1 матч | 2 матч |
| ------------------------- | ---- | ------------------------- | ------ | ------ |
| Памир (Душанбе)           | 2:1  | Уралмаш (Свердловск)      | 0:0    | 2:1    |
| Кубань (Краснодар)        | 1:3  | Спартак (Ивано-Франковск) | 1:1    | 0:2    |
| Строитель (Ашхабад)       | 1:2  | Спартак (Нальчик)         | 0:1    | 1:1    |
| Крылья Советов (Куйбышев) | 2:1  | Спартак (Орджоникидзе)    | 2:0    | 0:1    |
| Таврия (Симферополь)      | 5:4  | Кузбасс (Кемерово)        | 2:2    | 3:2    |
| Звезда (Пермь)            | 1:4  | Текстильщик (Иваново)     | 1:1    | 0:3    |
| Торпедо (Кутаиси)         | 2:2  | Шинник (Ярославль)        | 2:1    | 0:1    |

## 1/16 финала
| Команда 1              | Итог | Команда 2                 | 1 матч | 2 матч   |
| ---------------------- | ---- | ------------------------- | ------ | -------- |
| Динамо (Минск)         | 3:3  | Заря (Ворошиловград)      | 1:3    | 2:0      |
| ЦСКА (Москва)          | 2:0  | Спартак (Нальчик)         | 0:0    | 2:0      |
| Шинник (Ярославль)     | 1:2  | Арарат (Ереван)           | 0:0    | 1:2      |
| Металлург (Липецк)     | 0:1  | Динамо (Москва)           | 0:0    | 0:1      |
| Памир (Душанбе)        | 2:4  | Динамо (Тбилиси)          | 1:1    | 1:3      |
| Таврия (Симферополь)   | 2:2  | Кайрат (Алма-Ата)         | 2:1    | 0:1      |
| Днепр (Днепропетровск) | 5:1  | Крылья Советов (Куйбышев) | 5:0    | 0:1      |
| Шахтёр (Донецк)        | 2:1  | Локомотив (Москва)        | 2:1    | 0:0      |
| Нефтчи (Баку)          | 4:2  | Пахтакор (Ташкент)        | 3:0    | 1:2      |
| Карпаты (Львов)        | 1:2  | СКА (Ростов-на-Дону)      | 1:0    | 0:2 д.в. |
| Металлург (Запорожье)  | 0:2  | Торпедо (Москва)          | 0:0    | 0:2      |
| Нистру (Кишинев)       | 0:3  | Черноморец (Одесса)       | 0:0    | 0:3      |
| Зенит (Ленинград)      | 3:0  | Спартак (Ивано-Франковск) | 2:0    | 1:0      |
| Текстильщик (Иваново)  | 0:3  | Спартак (Москва)          | 0:1    | 0:2      |

## 1/8 финала
| Команда 1              | Итог | Команда 2            | 1 матч | 2 матч            |
| ---------------------- | ---- | -------------------- | ------ | ----------------- |
| Черноморец (Одесса)    | 1:4  | Динамо (Тбилиси)     | 0:2    | 1:2               |
| Кайрат (Алма-Ата)      | 2:7  | Заря (Ворошиловград) | 2:3    | 0:4               |
| Динамо (Москва)        | 5:2  | Зенит (Ленинград)    | 3:1    | 2:1               |
| Арарат (Ереван)        | 3:1  | Нефтчи (Баку)        | 2:0    | 1:1               |
| Шахтёр (Донецк)        | 4:0  | СКА (Ростов-на-Дону) | 2:0    | 2:0               |
| Торпедо (Москва)       | 0:0  | Спартак (Москва)     | 0:0    | 0:0 д.в.,пен. 6:7 |
| Днепр (Днепропетровск) | 2:1  | ЦСКА (Москва)        | 1:0    | 1:1               |

## 1/4 финала
| Команда 1              | Итог | Команда 2            | 1 матч | 2 матч            |
| ---------------------- | ---- | -------------------- | ------ | ----------------- |
| Днепр (Днепропетровск) | 3:5  | Динамо (Киев)        | 2:3    | 1:2               |
| Динамо (Тбилиси)       | 2:2  | Динамо (Москва)      | 2:0    | 0:2 д.в.,пен. 4:3 |
| Спартак (Москва)       | 0:1  | Заря (Ворошиловград) | 0:0    | 0:1               |
| Арарат (Ереван)        | 2:4  | Шахтёр (Донецк)      | 2:1    | 0:3               |

## 1/2 финала
| Дата    | Команда 1            | Итог | Команда 2        | Голы                                                                  |
| ------- | -------------------- | ---- | ---------------- | --------------------------------------------------------------------- |
| 25 июня | Динамо (Киев)        | 1:0  | Динамо (Тбилиси) | Блохин 56'                                                            |
| 5 июля  | Динамо (Киев)        | 0:0  | Динамо (Тбилиси) |                                                                       |
| 28 июня | Заря (Ворошиловград) | 2:1  | Шахтёр (Донецк)  | Елисеев 39', В. Кузнецов 74' — Губич 62'                              |
| 5 июля  | Заря (Ворошиловград) | 2:3  | Шахтёр (Донецк)  | Белоусов 16', В. Кузнецов 51', — Губич 32', Старухин 88', Захаров 90' |

## Финал
| Динамо (Киев)                        | 3:0 (0:0) д.в. | Заря |
| Мунтян 92' Блохин 102' Онищенко 118' | Голы           |      |

| | Составы | | |
| Рудаков (Самохин 119'), Буряк (Шепель 91'), Матвиенко, Фоменко, Решко, Трошкин, Мунтян, Онищенко, Колотов (к), Веремеев, Блохин |         | Ткаченко, Пинчук, Малыгин, С. Кузнецов, Васенин, Журавлёв, В. Кузнецов (к), Белоусов (Андреев, 65'), Елисеев (Павлов, 105'), Куксов, Стульчин | Ткаченко, Пинчук, Малыгин, С. Кузнецов, Васенин, Журавлёв, В. Кузнецов (к), Белоусов (Андреев, 65'), Елисеев (Павлов, 105'), Куксов, Стульчин |
| Валерий Лобановский | Тренеры | Евгений Пестов В. Кузнецов 49', Малыгин 118'                                                                                                  | Евгений Пестов В. Кузнецов 49', Малыгин 118'                                                                                                  |